# Diadema (São Paulo)
Pour les articles homonymes, voir Diadema.
Diadema est une ville brésilienne de l'État de São Paulo. Sa population était estimée à 426 757 habitants en 2020.
Diadema était un quartier de São Bernardo do Campo jusqu'à son émancipation, à la fin des années 1950. Avec 77 établissements de santé, sa principale source de revenus est le secteur des services, l'industrie et le commerce étant des activités économiques importantes. La commune possède également une importante tradition culturelle, allant du tourisme au sport. Diadema accueille encore plusieurs événements annuels, en plus d'avoir quelques attractions touristiques, comme le Jardin des Papillons, le Jardin Botanique, la Fabrique de la Culture, le Musée d'Art Populaire et l'Observatoire Astronomique.

## Maires
| Période | Période | Identité    | Étiquette | Qualité |
| ------- | ------- | ----------- | --------- | ------- |
| 2009    | 2012    | Mario Reali | PT        |         |